# Hubert Schumann
Hubert Schumann (ur. 4 grudnia 1941 w Kenzingen w Breisgau, zm. 25 sierpnia 2013 w Berlinie) – tłumacz literatury polskiej na język niemiecki, pisarz, krytyk literacki.

## Życiorys
Hubert Schumann urodził się w miasteczku Kenzingen, w regionie Breisgau (Bryzgowia) w południowo-zachodniej części kraju związkowego Badenia-Wirtembergia. Dzieciństwo i młodość spędził w środkowej Saksonii, w Hainichen, rodzinnym mieście matki. Po maturze studiował w latach 1961–1966 slawistykę i polonistykę na Uniwersytecie w Lipsku. Wtedy rozwinął swoje szczególne zainteresowanie polską kulturą i literaturą, w czym przez całe życie wspierała go żona Barbara, również slawistka, polonistka i tłumaczka.
W trakcie studiów Schumann odbył praktykę w wydawnictwie „Reclam”, a potem pracował tam przez dwa lata po studiach jako lektor języków słowiańskich. W roku 1968 przeniósł się do Warszawy, by dołączyć do żony, która wyjechała tu w roku 1966. Do roku 1973 oboje pracowali w ambasadzie NRD – Barbara Schumann w wydziale kultury, a Hubert Schumann w dziale prasowym.
Po powrocie do Berlina Schumann objął na krótko lektorat w wydawnictwie Aufbau-Verlag. Później zdecydował się na samodzielną twórczość, bowiem niezwykle ważne pozostawały dlań duchowa wolność i niezależność od wszelkich instytucji. Od roku 1974 do początku lat 90. XX. w. pracował jako samodzielny tłumacz literacki, recenzent i edytor. Nie należał do żadnych organizacji, nigdy też nie wstąpił do Sekcji Tłumaczy Związku Pisarzy NRD, choć członkostwo to dawało pewne korzyści, w tym finansowe. Działalność translatorską łączył z aktywnym wyszukiwaniem ciekawych tytułów, nowych talentów i recenzowaniem literatury polskiej. Był wyśmienitym znawcą tej literatury i promotorem jej twórców, utrzymywał bliski kontakt z polską sceną literacką.
Istotną cezurą w jego życiu były lata 90. XX wieku. Hubert Schumann – podobnie jak wielu samodzielnych twórców z dawnej NRD – po zjednoczeniu Niemiec był zmuszony od nowa budować swoją pozycję na rynku wydawniczym, mimo że legitymował się bogatym i uznanym dorobkiem. Zaprzestał wtedy pracy jako tłumacz i w latach 1992–1999 kierował służbą stenograficzną parlamentu krajowego Brandenburgii w Poczdamie. Zmarł w roku 2013 po długiej chorobie.

## Twórczość
Dorobek translatorski Huberta Schumanna jest bardzo różnorodny i obszerny. Większość spośród ok. 40 książek, które ukazały się w jego tłumaczeniu, wybrał do przekładu samodzielnie – poszukiwał najwartościowszych tytułów i proponował wydawcom ich publikację. Współpracował z różnymi wydawnictwami w NRD, głównie z renomowaną oficyną wschodnioberlińską Volk und Welt, jednakże bardzo cenili go również wydawcy zachodnioniemieccy (np. Verlag Neue Kritik we Frankfurcie nad Menem czy Verlag Pahl-Rugenstein w Kolonii).
Wśród tekstów, które poprzez przekład udostępnił czytelnikom niemieckim, najliczniej reprezentowane są utwory Stanisława Lema („Próżnia doskonała”, „Wizja lokalna”, „Pokój na ziemi”, „Fiasko” „Powtórka” i in.) i Hanna Krall („Zdążyć przed Panem Bogiem”, „Taniec na cudzym weselu”, reportaże z tomów „Sześć odcieni bieli”, „Katar sienny” i in.). Tłumaczył powieści, ale też opowiadania, eseje i drobniejsze formy literackie bardzo wielu uznanych autorów – współczesnych (Józefa Hena, Marka Hłaski, Aleksandra Minkowskiego, Igora Newerlego, Kornela Filipowicza, Romana Bratnego, Zofii Posmysz, Marka Nowakowskiego, Bohdana Czeszki, Jerzego Putramenta), a także starszych (Władysława Reymonta, Wacława Sieroszewskiego, Juliusza Kadena-Bandrowskiego), w tym teksty programowe Awangardy Krakowskiej (m.in. Tadeusza Peipera i Juliana Przybosia).
Na uwagę zasługują jego przekłady scenariuszy filmowych i tekstów adaptowanych na potrzeby filmu i teatru: Jerzego Stefana Stawińskiego („Wieczór przedświąteczny”, „Bo oszalałem dla niej”), Krzysztofa Zanussiego („Struktura kryształu”, „Rok spokojnego słońca”, „Za ścianą”, „Spirala”, „Constans”, „Kontrakt” i in.), Mirosława Żuławskiego („Opowieści mojej żony”), Krystyny Berwińskiej („Con amore”) czy Andrzeja Kijowskiego („Dyrygent”).
Nie sposób przecenić znaczenia jego pracy jako krytyka i wydawcy. W swoich ok. 90 recenzjach napisanych dla różnych wydawnictw okazał się doskonałym znawcą literatury, polskiej historii i mentalności, dzięki czemu wypromował na rynku niemieckim wielu polskich autorów. Jako twórca obdarzony pasją i umiejętnością obrony swoich poglądów Schumann znacznie przyczynił się do wydania „Rozmów z katem” Kazimierza Moczarskiego we własnym tłumaczeniu, co zostało poprzedzone dłuższą batalią o podłożu politycznym. Z własnej inicjatywy doprowadził do wydania tomu felietonów Michała Radgowskiego („Kaltes Feuerwerk“) w autorskim wyborze tłumacza. Wspólnie z Juttą Janke opracował i poprzedził wstępem obszerną antologię polskich utworów „Nachbarn. Texte aus Polen” (Berlin 1985). Warto też wspomnieć, że Hubert Schumann jest autorem bardzo cenionego posłowia do niemieckiej edycji „Ferdydurke” Witolda Gombrowicza (w tłumaczeniu Waltera Tiela, Monachium 1983 i Berlin 1985).
Jego spuścizna w roku 2019 została przekazana przez żonę Barbarę Schumann do Archiwum im. Karla Dedeciusa przy Collegium Polonicum w Słubicach.